# Marie Cazin
Marie Cazin (nacida Guillet, Paimboeuf, 1845 - Boulogne-sur-Mer, 18 de marzo de 1924) fue una escultora, pintura y decoradora francesa. Estuvo casada con el también pintor Jean-Charles Cazin.

## Datos biográficos

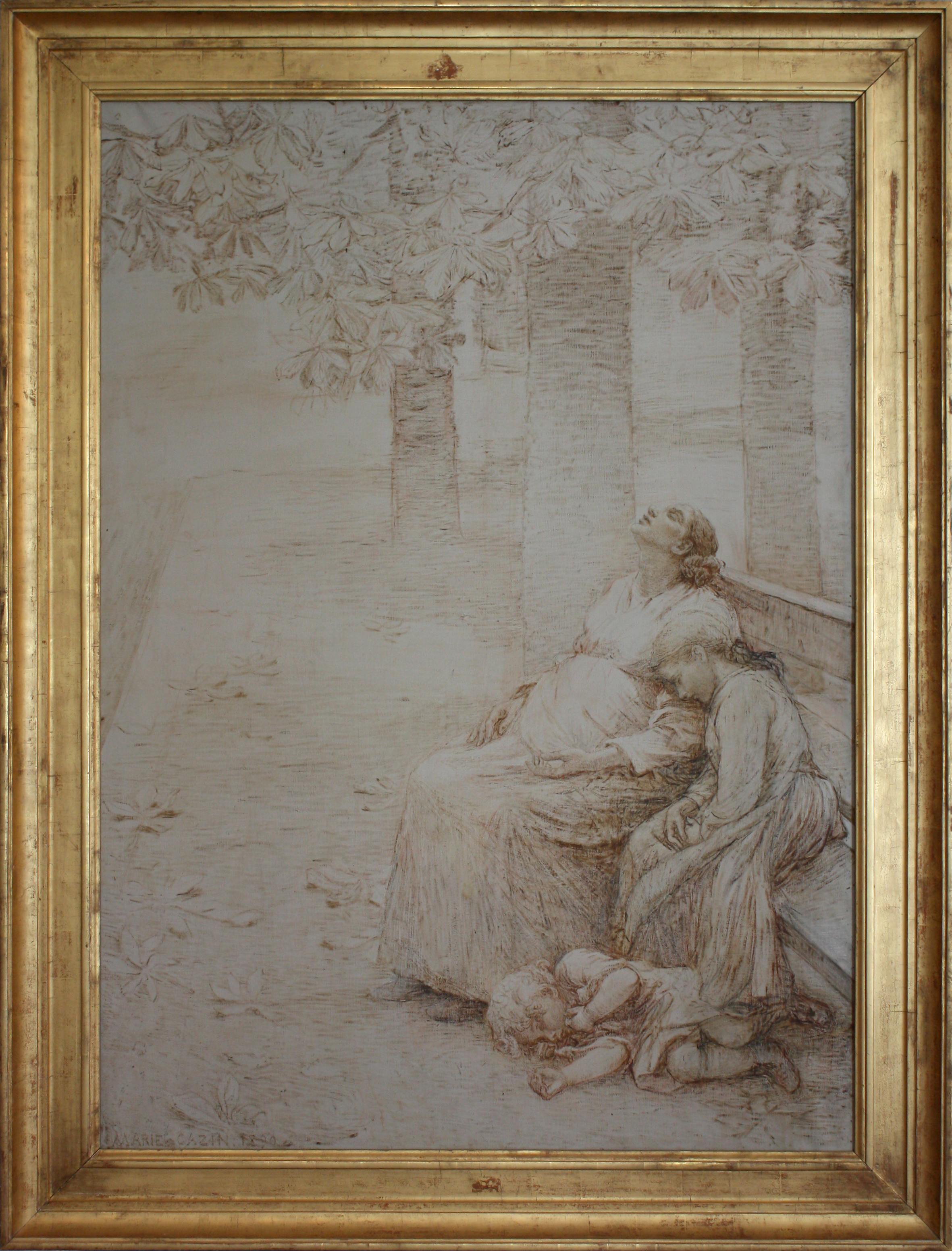
Les Oubliées, sepia. Musée des Beaux-Arts, Tours

Pintora y escultora activa en el siglo XIX, Marie Cazin estudió en la École de Dessin de París donde fue alumna de Juliette Bonheur, hermana de Rosa Bonheur, y Jean-Charles Cazin con el que se casó en 1868. El matrimonio con un artista conocido pudo facilitar el acceso a los Salones y activar el contacto con los críticos y los patrones. De esta unión nació un hijo, Jean-Marie Michel Cazin (grabador). Durante la Primera Guerra Mundial, la artista conservó un estudio en el Barrio Latino de París antes de retirarse a Équihen-Plage:"(...) Marie Cazin ha mantenido su originalidad con su ilustre marido (...) deseando tener los medios para dejar su estudio de París para instalarse de forma permanente en Équihen donde la vida es más barata que en París (...) ."». Existe un retrato de ella realizado por Jean-Marie Michel Cazin, su hijo, titulado Parmi les souvenirs, portrait de Mme Marie Cazin expuesto en el Salón de la Société nationale des beaux-arts de 1914.

## Exposiciones
- Royal Academy de Londres de 1874 y 1878.
- Salón de París, en ocasiones entre 1876 y 1887.
- Exposición Universal, París, 1889 (medalla de oro) y 1900 (medalla de plata).
- Société Nationale des Beaux-Arts, París, 1891-1899, 1901-1905, 1909, 1911, 1913-1914.
- Exposición Mundial Colombina de Chicago de 1893.
- Les Quelques (asociación independiente de mujeres artistas), París, 1908-1913.
- Salón de Bruselas de 1914.
- Exposición Internacional Panamá-Pacífico, San Francisco, 1915.